# Giovanni Visconti (cardinal, 1275)
Giovanni Visconti  (né à Plaisance, dans l'actuelle Émilie-Romagne, alors dans le Saint-Empire romain germanique et mort en 1277 à Rome) est un cardinal italien  du XIIIe siècle. Il est un neveu du pape Grégoire X.

## Biographie
Son oncle, le pape Grégoire X le crée cardinal lors d'un consistoire en  1275.  Le cardinal Visconti est doyen du collège des cardinaux en 1276.